# سایوز تی‌ام‌ای-۱۲
سایوز-تی‌ام‌ای-۱۲ (به روسی: Союз )(به معنای اتحاد) یک مأموریت سرنشین دار سازمان ملی فضانوردی روسیه به سمت ایستگاه فضایی بین‌المللی محسوب می‌شود.

همچنین فضاپیمای این مأموریت وظیفه ارسال و بازگرداندن تعدادی از فضانوردان گروه اعزامی ۱۷ را نیز بر عهده داشت.

## خدمه مأموریت
| شماره | نام           | ملیت      | تعداد پرواز | نقش عملیاتی  | تصویر |
| ۱     | سرگئی ولکوف   | روسیه     | ۱           | فرمانده      |       |
| ۲     | اولگ کونوننکو | روسیه     | ۱           | مهندس پرواز  |       |
| ۳     | یی سو یئون    | کره جنوبی | ۱           | گردشگر فضایی |       |

## نگارخانه

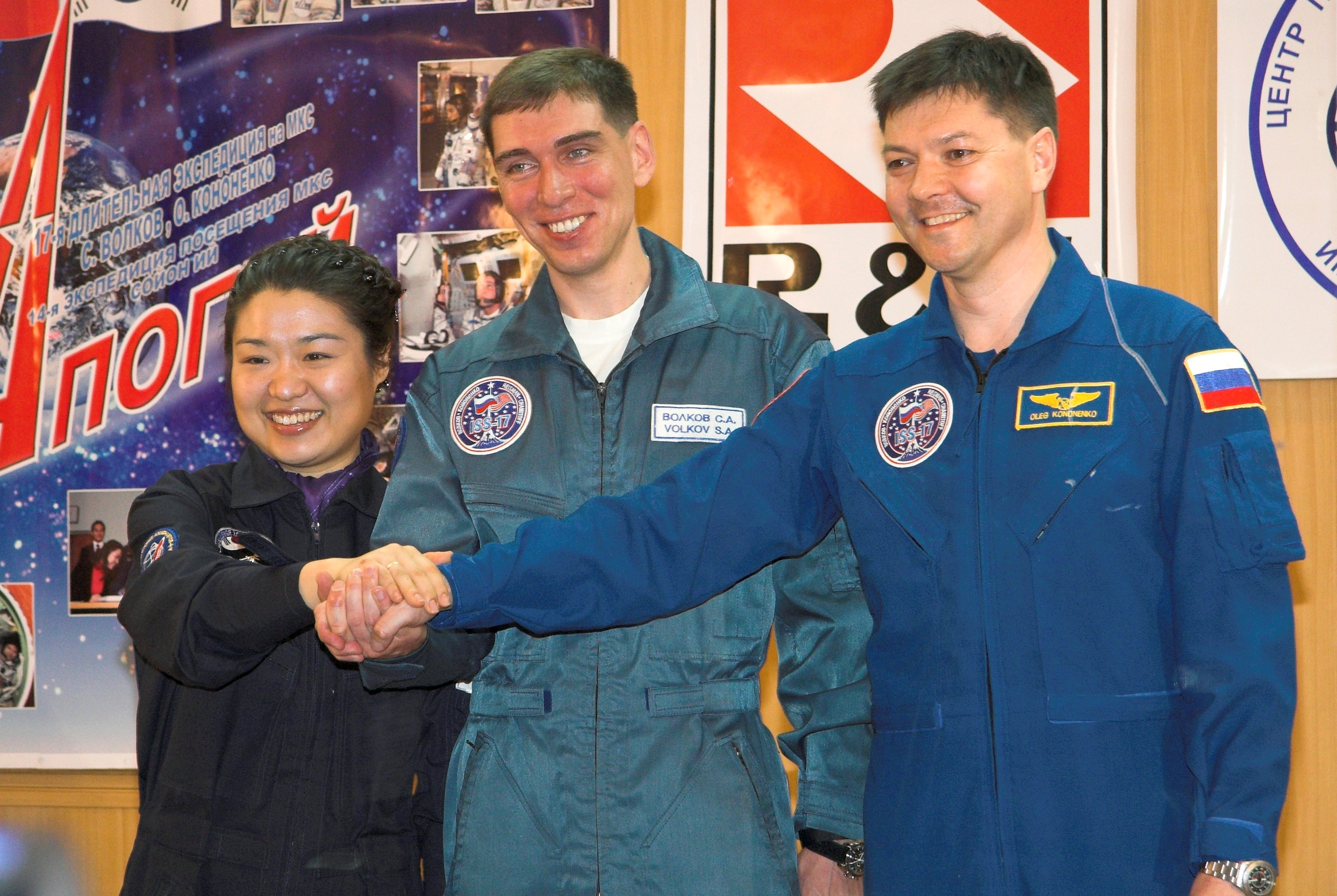
فضانوردان تی‌ام‌ای-۱۲
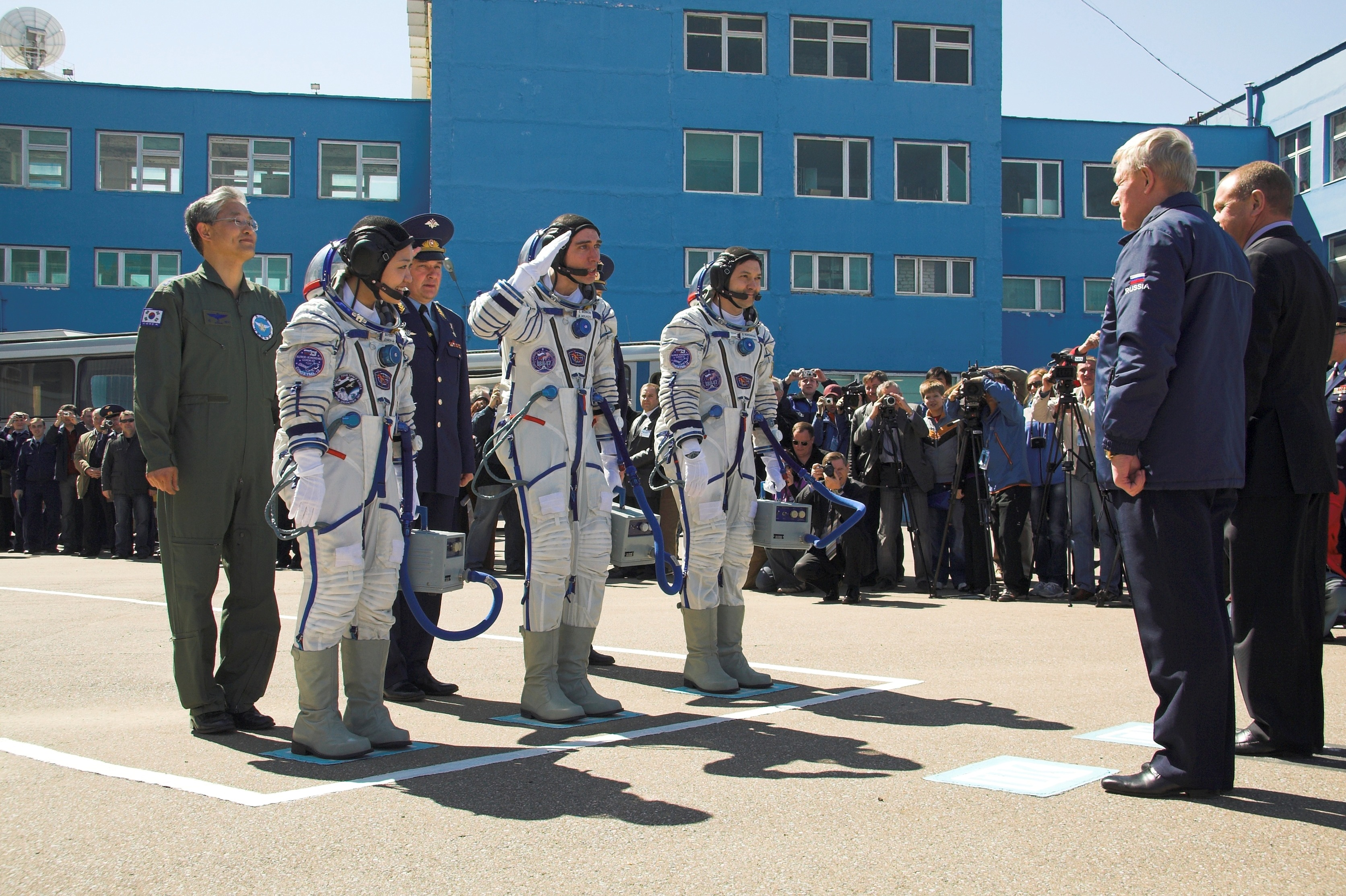
پیش به سوی پرواز
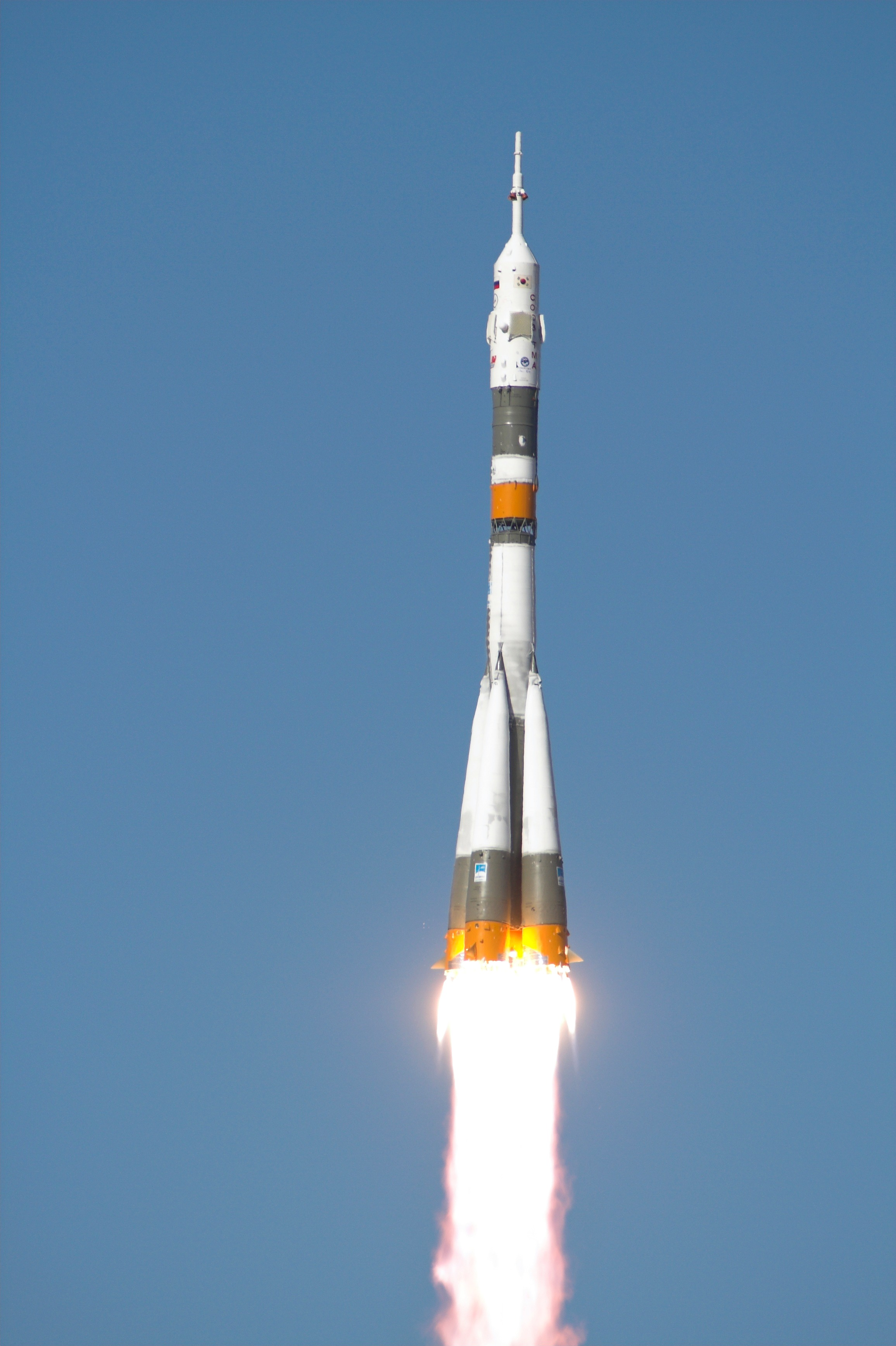
پرتاب  تی‌ام‌ای-۱۲
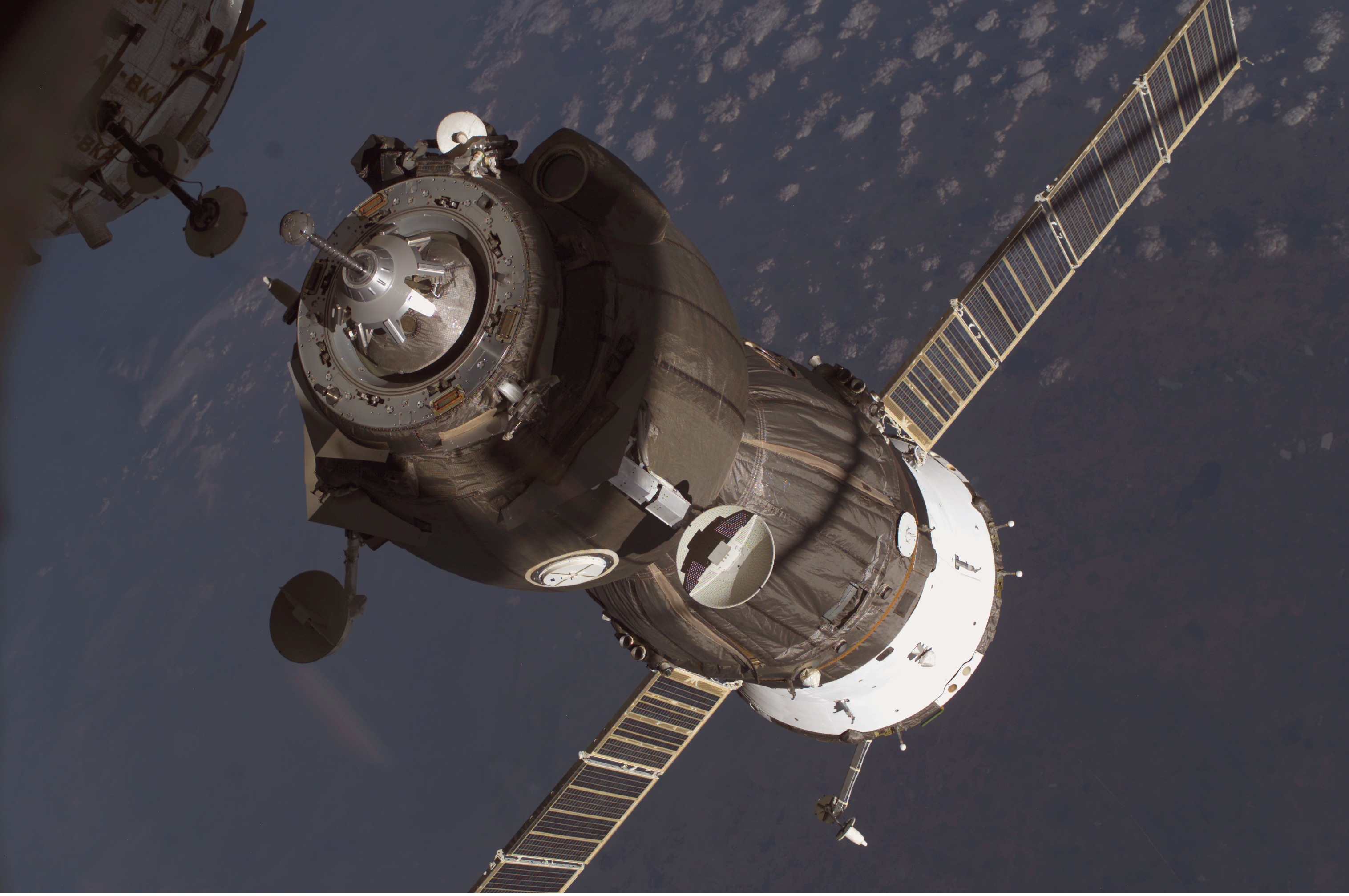
تی‌ام‌ای-۱۲ به ایستگاه نزدیک می‌شود
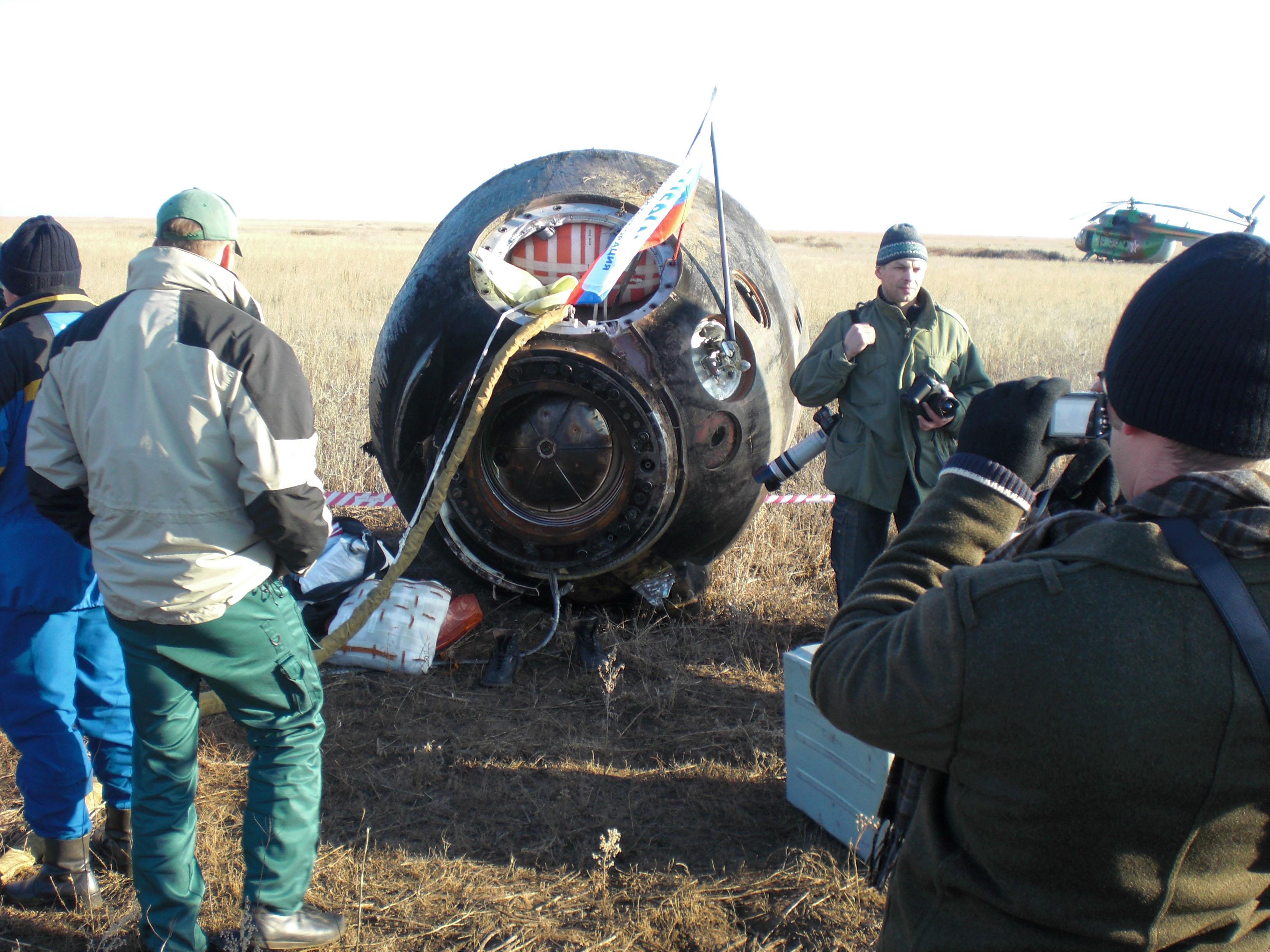
ماژول فرود تی‌ام‌ای-۱۲